# Новый Гырбовец
Новый Гырбовец (также Новый Хырбовэц; рум. Hîrbovățul Nou) — село в Новоаненском районе Молдавии. Наряду с сёлами Албиница, Берёзки, Русены и Соколены входит в состав города Анений-Ной.

## География
Село расположено на высоте 484 метров над уровнем моря.

## Население
По данным переписи населения 2004 года, в селе Новый Хырбовэц проживает 484 человека (234 мужчины, 250 женщин).
Этнический состав села:
| Национальность | Количество чел. | Процент |
| -------------- | --------------- | ------- |
| молдаване      | 460             | 95,04 % |
| украинцы       | 15              | 3,10 %  |
| русские        | 4               | 0,83 %  |
| болгары        | 3               | 0,62 %  |
| прочие         | 2               | 0,41 %  |
| Всего          | 484             | 100 %   |